# Кхансама
Кхансама (бенг. খানসামা, англ. Khansama) — город на севере Бангладеш, административный центр одноимённого подокруга. Площадь города равна 7,75 км². По данным переписи 2001 года, в городе проживало 6562 человека, из которых мужчины составляли 51,22 %, женщины — соответственно 48,78 %. Плотность населения равнялась 847 чел. на 1 км².